# Світова серія з тріатлону 2016
Світова серія з триатлону в 2016 році відбулася у восьмий раз. Вона проводилася під егідою Міжнародної федерації тріатлону з 4 березня по 17 вересня. Складалася з дев'яти етапів, у тому числі з гранд-фінала, котрим завершився сезон у мексиканському Косумелі. Чемпіонами світу стали Флора Даффі (Бермуди) і Маріо Мола (Іспанія).

## Календар
У зв'язку з проведенням літніх Олімпійських ігор у Ріо-де-Жанейро було зменшено кількість етапів (у порівнянні з минулим роком) .
| Дата          | Місце знаходження | Дистанція                  |
| ------------- | ----------------- | -------------------------- |
| 5–6 березня   | Абу-Дабі          | Стандартна («олімпійська») |
| 10 квітня     | Голд-Кост         | Стандартна («олімпійська») |
| 23–24 квітня  | Кейптаун          | Спринт                     |
| 14–15 травня  | Йокогама          | Стандартна («олімпійська») |
| 11–12 червня  | Лідс              | Стандартна («олімпійська») |
| 2–3 липня     | Стокгольм         | Стандартна («олімпійська») |
| 16–17 липня   | Гамбург           | Спринт                     |
| 3–4 вересня   | Едмонтон          | Спринт                     |
| 11–18 вересня | Косумель          | Великий фінал              |

- Стандартна дистанція: плавання — 1,5 км, велоперегони — 40 км, біг — 10 км.
- Спринт: плавання — 750 м, велоперегони — 20 км, біг — 5 км.
- У Гамбургу, окрім змагання на спринтерській дистанції, також проходив чемпіонат світу в естафеті.

## Результати

#### Жінки
| Місто       | Золото               | Срібло               | Бронза                 |
| ----------- | -------------------- | -------------------- | ---------------------- |
| Абу-Дабі    | Джоді Стімпсон (GBR) | Ешлі Джентлі (AUS)   | Гелен Дженкінс (GBR)   |
| Голд-Кост   | Гелен Дженкінс (GBR) | Гвен Йоргенсен (USA) | Андреа Г'юїтт (NZL)    |
| Кейптаун    | Нон Стенфорд (GBR)   | Джоді Стімпсон (GBR) | Флора Даффі (BER)      |
| Йокогама    | Гвен Йоргенсен (USA) | Ешлі Джентлі (AUS)   | Ай Уеда (JPN)          |
| Лідс        | Гвен Йоргенсен (USA) | Флора Даффі (BER)    | Вікі Голланд (GBR)     |
| Стокгольм   | Флора Даффі (BER)    | Андреа Г'юїтт (NZL)  | Гелен Дженкінс (GBR)   |
| Гамбург     | Кеті Зеферес (USA)   | Рахель Кламер (NED)  | Гвен Йоргенсен (USA)   |
| Едмонтон    | Саммер Кук (USA)     | Сара Тру (USA)       | Кеті Зеферес (USA)     |
| Косумель    | Флора Даффі (BER)    | Гвен Йоргенсен (USA) | Шарлотта Макшейн (AUS) |
| Результати: |                      |                      |                        |

### Чоловіки
| Місто       | Золото                 | Срібло                  | Бронза                      |
| ----------- | ---------------------- | ----------------------- | --------------------------- |
| Абу-Дабі    | Маріо Мола (ESP)       | Річард Мюррей (RSA)     | Жуан Сілва (POR)            |
| Голд-Кост   | Маріо Мола (ESP)       | Фернандо Аларса (ESP)   | Джонатан Браунлі (GBR)      |
| Кейптаун    | Фернандо Аларса (ESP)  | Джонатан Браунлі (GBR)  | Доріан Конінкс (FRA)        |
| Йокогама    | Маріо Мола (ESP)       | Крісанто Грахалес (MEX) | Крістіан Блумменфельт (NOR) |
| Лідс        | Алістер Браунлі (GBR)  | Джонатан Браунлі (GBR)  | Аарон Ройл (AUS)            |
| Стокгольм   | Алістер Браунлі (GBR)  | Джонатан Браунлі (GBR)  | П'єр Ле Корре (FRA)         |
| Гамбург     | Маріо Мола (ESP)       | Якоб Бертвістл (AUS)    | Фернандо Аларса (ESP)       |
| Едмонтон    | Джонатан Браунлі (GBR) | Маріо Мола (ESP)        | Річард Мюррей (RSA)         |
| Косумель    | Генрі Шуман (RSA)      | Джонатан Браунлі (GBR)  | Алістер Браунлі (GBR)       |
| Результати: |                        |                         |                             |

## Загальний залік
У таблиці зазначені сумарні показники найсильніших спортсменів сезону. Також зазначені досягнення українських тріатлоністів:

### Жінки
| Місце | Тріатлоністка              | Набрані очки |
| ----- | -------------------------- | ------------ |
|       | Флора Даффі (BER)          | 4691         |
|       | Гвен Йоргенсен (USA)       | 4435         |
|       | Ай Уеда (JPN)              | 3616         |
| 4     | Кеті Зеферес (USA)         | 3437         |
| 5     | Гелен Дженкінс (GBR)       | 3410         |
| 6     | Андреа Г'юїтт (NZL)        | 3223         |
| 7     | Джоді Стімпсон (GBR)       | 3145         |
| 8     | Шарлотта Макшейн (AUS)     | 3095         |
| 9     | Сара Тру (USA)             | 2855         |
| 10    | Ешлі Джентлі (AUS)         | 2825         |
| 11    | Рахель Кламер (NED)        | 2675         |
| 12    | Вендула Фрінтова (CZE)     | 2513         |
| 13    | Вікі Голланд (GBR)         | 2446         |
| 14    | Нон Стенфорд (GBR)         | 2425         |
| 15    | Кірстен Каспер (USA)       | 2346         |
| 16    | Марі Рабі (RSA)            | 2135         |
| 17    | Анастасія Абросімова (RUS) | 1812         |
| 18    | Рені Томлін (USA)          | 1771         |
| 19    | Саммер Кук (USA)           | 1668         |
| 20    | Емма Моффатт (AUS)         | 1647         |
|       |                            |              |
| 62    | Юлія Єлістратова (UKR)     | 623          |

### Чоловіки
| Місце | Тріатлоніст                 | Набрані очки |
| ----- | --------------------------- | ------------ |
|       | Маріо Мола (ESP)            | 4819         |
|       | Джонатан Браунлі (GBR)      | 4815         |
|       | Фернандо Аларса (ESP)       | 4087         |
| 4     | Генрі Шуман (RSA)           | 3160         |
| 5     | Річард Мюррей (RSA)         | 2975         |
| 6     | Раян Бейлі (AUS)            | 2893         |
| 7     | Крісанто Грахалес (MEX)     | 2822         |
| 8     | П'єр Ле Корре (FRA)         | 2810         |
| 9     | Адам Бовден (GBR)           | 2700         |
| 10    | Алістер Браунлі (GBR)       | 2679         |
| 11    | Крістіан Блумменфельт (NOR) | 2407         |
| 12    | Жуан Перейра (POR)          | 2339         |
| 13    | Якоб Бертвістл (AUS)        | 2227         |
| 14    | Орільєн Рафаель (FRA)       | 2094         |
| 15    | Тайлер Міславчук (CAN)      | 1952         |
| 16    | Ігор Полянський (RUS)       | 1946         |
| 17    | Андреас Шиллінг (DEN)       | 1893         |
| 18    | Вісенте Ернандес (ESP)      | 1884         |
| 19    | Аарон Ройл (AUS)            | 1870         |
| 20    | Раян Сіссонс (NZL)          | 1820         |
|       |                             |              |
| 38    | Ростислав Пєвцов (AZE)      | 964          |
| 83    | Іван Іванов (UKR)           | 386          |
| 90    | Данило Сапунов (UKR)        | 352          |
| 135   | Олексій Сюткін (UKR)        | 109          |